# Zespół Szkół Ekonomicznych w Toruniu
Zespół Szkół Ekonomicznych w Toruniu – szkoła ponadpodstawowa założona w 1975 roku. Znajduje się przy ul. Grunwaldzkiej 39 w Toruniu. Od 2010 roku patronką szkoły jest gen. Elżbieta Zawacka. Dyrektorką szkoły jest Liliana Adamczyk, wicedyrektorką Beata Jekel.
Absolwentką szkoły jest posłanka Iwona Hartwich.
Kierunki kształcenia:
- Technikum Nr 1 im. gen. Elżbiety Zawackiej[1]:
  - technik ekonomista
  - technik handlowiec
  - technik usług fryzjerskich
  - technik rachunkowości
- Branżowa Szkoła I stopnia Nr 1 im. gen. Elżbiety Zawackiej[1]:
  - fryzjer